# Windows Media Center
Das Windows Media Center (WMC) ist eine Software von Microsoft, mit der Musik, Bilder und Filme wiedergegeben werden können. Bei der Windows XP Media Center Edition ist das Media Center schon integriert; es wird mit MCE abgekürzt.
MCE wurde erstmals in Form der Windows XP Media Center Edition separat verkauft. Es ist in Vista und Windows 7 in den Anwender-Betriebssystemen von Microsoft enthalten; in Windows 8 muss es nachgerüstet werden. Die Benutzeroberfläche des WMC lässt sich mit der Fernbedienung, aber auch mit Maus und Tastatur steuern.
Durch optimierte Schriftgrößen und Formatierungen können WMC-PCs in der Unterhaltungselektronik, insbesondere Fernseher, verwendet werden oder diese ersetzen. Anwendungsgebiete sind daher Wohnzimmer-PCs oder auch IDTV-Systeme. Digitales Kabelfernsehen nach dem (in Europa üblichen) DVB-C-Standard wird ohne Kauf von Drittanbietersoftware nicht unterstützt.
Am 2. Mai 2015 kündigte Microsoft an, das Windows Media Center einzustellen und nicht mehr für Windows 10 anzubieten.

## Funktionen
Das Programm kann Bilder, Videos und Musik von lokalen Laufwerken und aus dem Netzwerk wiedergeben. Das Programm ordnet die Dateien nach Name, Datum, Tags und vielen weiteren Dateiattributen. Die Navigation ist für alle Medieninhalte gleich und überschaubar organisiert.
Das Programm arbeitet eng mit dem Windows Media Player (WMP) zusammen, der die erweiterte Bearbeitung und Verwaltung organisiert.
Alle Medieninhalte, die das WMC wiedergeben kann, können über das Netzwerk an Fernseher mit Windows Media Center Extender oder mit der Xbox 360 gesendet werden.
Das WMC unterstützt tragbare Geräte, die über USB als Datenträger erkannt werden. Dateien können aus der Medienbibliothek heraus gespeichert bzw. synchronisiert werden. Allgemein werden Windows-Mobile-Geräte, Pocket PCs, Smartphones, Portable Media Player und auch USB-Sticks erkannt.
Sollten Videoaufnahmen im DVR-MS-Format vorliegen, werden diese bei der Übertragung in das Format Windows Media Video mit niedrigerer Bitrate umgewandelt, um die Dateigröße zu reduzieren. Optional kann auch Musik während der Synchronisation neu-encodiert werden.

### Bilder
Bilder können in einer Einzelansicht oder als Diashow mit oder ohne Musik abgespielt werden. Diashows können gespeichert werden und als Bildschirmschoner verwendet werden. Einfache Bearbeitungen wie Beschneiden, Drehen oder Rote-Augen-entfernen sind vorhanden und können auch mit der Fernbedienung gesteuert werden.
Wird eine Kamera oder ein anderes Speichermedium angeschlossen, können die Bilder über das WMC direkt importiert werden.

### Fernsehen
Ist im Computer eine TV-Karte eingebaut, kann das WMC diese für den Empfang benutzen, Programme zeitversetzt wiedergeben oder aufnehmen. Als Format werden die analogen Formate PAL und NTSC und bis zu vier TV-Karten im Computer unterstützt.
Mit Windows 7 werden die Digital TV Formate ATSC, DVB, ISDB und QAM unterstützt. Digitales Kabelfernsehen nach europäischem Standard wird weiterhin, aufgrund fehlender passender Frequenzlisten, nicht unterstützt. Allerdings bieten wenige TV-Karten-Hersteller hier treiberseitige Lösungen an.
Auch wird die Wiedergabe und Aufnahme über Composite- und S-Video-Eingänge unterstützt.
Als Aufnahmeformat dient dabei das hauseigene DVR-MS (Digital Video Recording through Microsoft) das sich aus einem MPEG2-Stream in einem ASF-Container zusammensetzt. Die aufgenommenen Filme können dabei über das Windows Media Center oder über den Windows DVD Maker als Video-DVD gespeichert werden.

### Musik
Über viele verschiedene Quellen besteht die Möglichkeit Musik aufzunehmen. So können bei entsprechender Hardware und Treiberkonfiguration auf verschiedene Eingänge der Soundkarte zugegriffen werden, und damit auch ältere analoge oder digitale Formate aufzunehmen.
Das Windows Media Center organisiert und speichert die Daten dabei in der Grundeinstellung im persönlichen Musikordner. Diese werden in einer gemeinsamen Medienbibliothek, die das WMC und der Windows Media Player besitzen, aufgeführt. Der Benutzer kann in beiden Programmen Wiedergabelisten erstellen und Medieninformationen bearbeiten. Alle Änderungen stehen in beiden Programmen direkt zur Verfügung.
Es sind alle üblichen Steuerelemente vorhanden. zusätzlich kann bei längerem drücken der Sprungtasten auch gespult werden soweit das Dateiformat dies auch unterstützt. Als Modi stehen die Zufällige Wiedergabe oder Wiederholen zur Verfügung. Auch können die Visualisierungen des WMP verwendet werden.

### Radio
Sollte die Fernsehkarte auch Radioempfang unterstützen, kann das WMC diese benutzen, um Sender zu suchen, wiederzugeben, zu speichern und zu benennen.

### Video
Praktisch alle Formate, die der Windows Media Player wiedergeben kann, können ebenfalls im Windows Media Center abgespielt werden. Probleme gibt es mit der Integration von zusätzlichen Formaten, z. B. Matroska, Ogg, FLAC, deren Dateiformate bisher nur eingeschränkt abgespielt werden können.
Von vorhandenen Filmen können DVD-Videos erstellt werden, solange diese als Windows Media Video, AVI oder MPEG-2 vorliegen.

### Plugins
Das WMC kann über Plug-Ins mit verschiedenen Funktionen ausgestattet werden, die vergleichsweise ungewöhnlich für Windows Standardanwendungen sind. Von Communities wurden bereits zahlreiche freie Tools entwickelt, die die Funktionen des Programms weiter ausbauen. Aber auch kommerzielle Anbieter bieten Plugins zu ihrer Plattform an, wie auch vereinzelte Fernsehsender, um ihr Programm mit zusätzlichen Informationen auszustatten.
Erweiterungen werden meistens über das Menü Online-Medien zur Verfügung gestellt.

### Spiele
Spiele waren schon in Windows Media Center 2003 enthalten wurden aber in den späteren Versionen entfernt und erst wieder mit Windows Vista hinzugefügt. Bereits integriert sind die mitgelieferten Windows Spiele, die sich mit Hilfe einer Fernbedienung spielen lassen. Weitere Spiele werden auch von den Communities entwickelt.

### Streaming
Es besteht die Möglichkeit Medieninhalte über Internetadressen aufzurufen sowie diese in Wiedergabelisten auf dem Computer oder Servern zu speichern. In älteren Versionen muss dafür ein Plug-In nachinstalliert werden. Allerdings besteht derzeit keine Möglichkeit die Streams auf der Festplatte zu speichern.

## Versionen
Das Windows Media Center wurde mit Windows XP Media Center Edition 2003 eingeführt. Jede Version erhielt in der Entwicklung von Microsoft einen Codenamen.
Rechner, die von Herstellern mit der Windows XP Media Center Edition ausgestattet wurden, wurden mit einer Fernbedienung ausgeliefert. Auf dieser befand sich ein grüner Knopf mit dem Windows-Logo. Dieser als MCE-Taste bekannte Knopf ermöglicht es, die Media Center-Oberfläche zu starten und von einem beliebigen Ort im Menü der Oberfläche zum Ausgangspunkt zurückzukehren. Die markante grüne Taste auf den MCE-Fernbedienungen wird des Öfteren auch als Logo des Media Centers begriffen und somit von verschiedenen Internet-Gemeinschaften in Name und Logo eingebaut. Ein gutes Beispiel dafür ist das englischsprachige MCE-Forum „The Green Button“ (deutsch: „Der grüne Knopf“). Da nach der Einführung von Windows Vista das Windows Media Center auch für den Endverbraucher zugänglich wurde, war eine Fernbedienung nicht mehr zwingend an die PC-Systeme gekoppelt. Die Fernbedienung, die mit einem Vista-System ausgeliefert wird, hat eine runde MCE-Taste.

### Windows XP Media Center Edition 2003
Codename: „Freestyle“
Enthielt neben anderen kleinen Änderungen die Unterstützung für Radioempfang.

### Windows XP Media Center Edition 2004
Codename: „Harmony“
Mit der Version 2004 wurde die MCE in einigen europäischen Ländern erstmals vertrieben. Private Kunden konnten diese Version jedoch zunächst ausschließlich als Bestandteil eines Komplettsystems erwerben. Die Hardware-Unterstützung (z. B. Grafikkarten, TV-Karten) war jedoch noch recht eingeschränkt. Trotzdem wurde bereits diese Version in vielen Systemen als Multimedia-Wohnzimmer-Anwendung eingesetzt. Die Version 2004 wird seit dem Oktober 2004 nicht mehr vertrieben.

### Windows XP Media Center Edition 2005
Codename: „Symphony“
Diese Version der MCE basiert auf Windows XP Professional mit integriertem Service Pack 2. Diese Version der MCE war erstmals auch mit einer System-Builder-Lizenz einzeln erhältlich, womit der Bau von eigenen Multimediacomputern auf Basis von Windows endlich möglich wurde.
Am 14. Oktober 2005 erschien außerdem ein Updatepaket namens „Windows XP Media Center Edition 2005 Rollup 2“ (Codename: „Emerald“). Es enthält neben einigen kleineren Aktualisierungen vor allem die Unterstützung für die Kommunikation mit der Xbox 360.
Die Media Center Edition 2005 kann im Gegensatz zu vorherigen Versionen keiner Domäne beitreten, was die einzige Einschränkung gegenüber Windows XP Professional darstellt. Wird jedoch eine bestehende Installation auf MCE 2005 aktualisiert, bleibt der Computer in der Domäne.

### Windows Vista
Codename: „Diamond“
(Windows Vista Home Premium, Windows Vista Ultimate)
Das Windows Media Center ist Bestandteil der Windows-Vista-Versionen Ultimate und Home Premium. Diese überarbeitete Version enthielt erstmals eine neue Art des "Setups" (Einrichtung des Programms), welche eine schnellere Inbetriebnahme der Software erlaubt.
Die Benutzeroberfläche wurde neu organisiert und dem Design der Aero-Oberfläche von Windows Vista angepasst.
Die neuen Menüs, in denen man nun auch horizontal navigieren konnte, ermöglichten eine bessere Nutzung von Breitbildschirmen im 16:10 und Breitbild-Fernsehern im 16:9 Format. Neu war auch die Möglichkeit, das Hauptmenü während der TV- oder Video-Wiedergabe transparent über das Bild legen zu lassen. Dadurch konnten Einstellungen vorgenommen werden, während die Wiedergabe im Hintergrund weiter lief.

### Windows Media Center TV Pack 2008 (Vista Update)
Codename: „Fiji“
Das "Windows Media Center TV Pack 2008" ist ein Update ausschließlich für Windows Vista SP1 basierende Systeme. Die neueste Version von Windows Media Center wurde am 16. Juli 2008 durch Microsoft freigegeben. Windows Media Center TV Pack 2008 war nur für sogenannte OEMs verfügbar – d. h. für Hersteller, die auf Basis von Windows Media Center komplette Geräte inklusive Hardware und Software herstellen. Für bestehende PCs, die Media Center unter Windows Vista nutzten, war ein Aufrüsten auf das TV Pack 2008 lizenztechnisch nicht möglich. Ebenso enthielten neue erworbene oder neu installierte Versionen von Windows Vista Service Pack 1 das TV Pack 2008 nicht (außer es handelte sich um die erwähnten OEM-Geräte) und es gab keine Möglichkeit zum (legalen) Download von Media Center TV Pack 2008.
Die offizielle Ankündigung des Media Center TV Pack 2008 durch Microsoft erfolgte am 28. August 2008 im Rahmen der IFA Messe in Berlin. Microsoft bestätigte die Existenz des Produktes nur indirekt durch einen Artikel in der Microsoft Support-Datenbank.
Neuerungen in Windows Media Center TV Pack 2008 waren unter anderem:
- Direkte Unterstützung des DVB-S Standards für Satellitenfernsehen (jedoch wurde DVB-S2 nicht unterstützt)
- Verbesserte Unterstützung des terrestrischen Digitalfernsehens DVB-T
- Unterstützung von japanischen (ISDB-T) und US-amerikanischen Standards (ClearQAM)
- Neues TV-Aufnahme-Format WTV. DVR-MS wird abgelöst, aber weiterhin unterstützt
- Kleinere Verbesserung an der Benutzeroberfläche

Weiterhin nicht unterstützt wurde auch im Media Center TV Pack 2008 hochauflösendes Fernsehen (HDTV) nach dem H.264 Standard.

### Windows 7
(Windows 7 Home Premium, Windows 7 Professional, Windows 7 Ultimate, Windows 7 Enterprise)
Das WMC in Windows 7 besitzt dieselben Funktionen des TV Pack 2008, enthält jedoch angepasste Animationen, neue Klänge und Fehlerkorrekturen, die in einer spürbaren Leistungssteigerung erkennbar sind. Zudem ist es nun möglich, TV Karten nach dem DVB-S2 Standard zu betreiben und somit HDTV im H.264 Codec zu betrachten. Obwohl der mitgelieferte Windows Media Player 12 mit vielen fremden Formaten arbeiten kann, können bestimmte Formate wie z. B. Matroska und Ogg-Dateien nicht sofort abgespielt werden. WMC erkennt zwar die Dateien und auch deren Typ, jedoch müssen erst die entsprechenden Codecs von Drittanbietern installiert werden, um sie auch abspielen zu können. Neu hinzugekommen ist auch die Funktion "Filmbibliothek", mit der es möglich ist, die eigene Filmsammlung auf Festplatte optisch im WMC darzustellen. Verglichen wird diese Option auch gern mit einer virtuellen Videothek.

### Windows 8
Für Besitzer von Windows 8 Pro war das Media Center bis zum 31. Januar 2013 kostenlos erhältlich. In diesem Zeitraum musste der per E-Mail versendete Product Key auch aktiviert worden sein, sonst verlor er seine Gültigkeit. Seitdem kann das Media Center Pack zu einem Preis von ca. 10 Euro erworben werden. DVB-C wird weiterhin nicht direkt unterstützt und kann nur durch den Kauf von Drittanbietersoftware (z. B. DVBLink des Herstellers DVBLogic) genutzt werden.

### Windows 10
Für Windows 10 bietet Microsoft selbst das Windows Media Center nicht mehr an. Jedoch hat eine Programmierergruppe das Media Center für Windows 10 portiert, so dass es auch dort lauffähig ist. Die Freeware ist funktional mit der Version aus Windows 8.1 identisch. Zudem unterstützt die neue Version nicht nur eine Darstellung im Vollbild-, sondern auch im Fenstermodus. Das Programm ist auch auf Deutsch verfügbar.